# Catarata Bayoz
La catarata Bayoz es un salto de agua que se encuentra en la provincia de Chanchamayo, departamento de Junín, en el centro del Perú.

## Descripción

### Ubicación
Bayoz es en sí un conjunto de pequeñas cascadas y dos grandes caídas de agua que crean piscinas naturales en sus alrededores. Administrativamente forma parte del distrito de Perené, en la provincia de Chanchamayo, al norte del departamento de Junín. La parte más alta de la catarata alcanza los 60 metros.
Cerca de la catarata se encuentra el Velo de la Novia, otra caída de agua. Las aguas son frescas y climáticamente son un especio de transición entre el calor amazónico y el frío andino de Junín.

### Importancia cultural
Para los ashánincas, Bayoz es un sitio de relevancia socioeconómica, ya que le permite ser un ingreso para las comunidades de sus alrededores. Durante las Fiestas Patrias los alrededores de la catarata se vuelve un punto de campamentos.
El gobierno peruano apoya a las comunidades ashánincas con la promoción turística, para a la vez mantener en vivo la cultura de esa comunidad indígena.